# پریرز هوئی
پریرز هوئی (به لاتین: Präzer Höhi) کوهی در سوئیس است که در کانتون گراوبوندن واقع شده‌است. پریرز هوئی ۲٬۱۲۰ متر بالاتر از سطح دریا واقع شده‌است.